# Etienne Mermer
Etienne Mermer (Luganville, 26 gennaio 1977) è un allenatore di calcio ed ex calciatore vanuatuano, di ruolo attaccante.

## Carriera

### Club
In carriera ha giocato 12 partite e segnato 2 gol nella OFC Champions League.

### Nazionale
Tra il 1998 ed il 2008 ha segnato 16 gol in 33 partite con la nazionale di Vanuatu, con la quale ha anche partecipato a 5 Coppe di Oceania.

## Palmarès

### Club

#### Competizioni nazionali
- Campionato vanuatuano di calcio: 4

Tafea: 2001, 2005, 2006, 2009
- VFF Bred Cup: 2

Tafea: 2005, 2009